# 分升
公合，亦稱分升，是容量計量單位。
符號為 dL。1公合=0.1公升=100毫升。

## 參照
- 立方厘米
- 立方米
- 加仑
- 公升
- 品脫